# 馮良
冯良（?—?），字君郎。南阳郡（今河南省南阳市）人。东汉隐士。
冯良出身孤微，青年时为县吏，三十岁时，为尉从佐。奉檄迎候督邮，以做吏为耻，于是坏车杀马，毁裂衣冠。远避犍为（治今四川宜宾市西南），拜杜抚为师，学习经籍，十余年后回到乡里。志行高洁，品行为乡人所称道，乡党以为楷模。延光二年（124年），汉安帝以玄纁羔币征聘冯良和汝南郡周燮，二郡都派丞掾致礼。冯良托病未去。诏书告知南阳郡，每年以羊、酒养病。冯良年至七十余岁寿终。